# (29328) Hanshintigers
(29328) Hanshintigers (1994 TU14) – planetoida z pasa głównego asteroid okrążająca Słońce w ciągu 3,49 lat w średniej odległości 2,3 j.a. Odkryta 13 października 1994 roku.